# Paraturbanella teissieri
Paraturbanella teissieri är en djurart som tillhör fylumet bukhårsdjur, och som beskrevs av Bertil Swedmark 1954. Paraturbanella teissieri ingår i släktet Paraturbanella och familjen Turbanellidae. Inga underarter finns listade i Catalogue of Life.